# Eccellenza Lazio
La Eccellenza Lazio es una de las divisiones regionales que conforman la Eccellenza, la quinta categoría de fútbol de Italia, en la cual participan los equipos de la región de Lacio.
Participan 36 equipos divididos en dos grupos, donde el vencedor de cada grupo logra el ascenso a la Serie D y los segundos lugares juegan una ronda de playoff, mientras que los últimos tres de cada grupo desciende a la Promozione.

## Ediciones anteriores

### Grupo A
- 1991–92: Civita Castellana
- 1992–93: Fiumicino
- 1993–94: Civitavecchia Calcio
- 1994–95: Guidonia
- 1995–96: Fiumicino
- 1996–97: Ladispoli
- 1997–98: Fregene
- 1998–99: Fortitudo Nepi
- 1999–2000: Monterotondo
- 2000–01: Albalonga
- 2001–02: Cisco Collatino
- 2002–03: Ostia Mare
- 2003–04: Sorianese
- 2004–05: Pisoniano
- 2005–06: Anziolavinio
- 2006–07: Bassano Romano
- 2007–08: Civitavecchia Calcio
- 2008–09: Pomezia Calcio
- 2009–10: Fidene
- 2010–11: Palestrina
- 2011–12: Ostia Mare
- 2012–13: Santa Maria delle Mole
- 2013–14: Viterbese
- 2014–15: Albalonga
- 2015–16: Monterosi
- 2016–17: S.F.F. Atletico
- 2017–18: Vis Artena
- 2018–19: Team Nuova Florida

### Grupo B
- 1991–92: Cynthia Genzano
- 1992–93: Ferentino
- 1993–94: Ceccano
- 1994–95: Vis Velletri[n 1]
- 1995–96: Terracina
- 1996–97: Real Piedimonte
- 1997–98: La Setina Sezze
- 1998–99: Lanuvio Campoleone
- 1999–2000: Aprilia
- 2000–01: Ferentino
- 2001–02: Anagni Fontana
- 2002–03: Frascati Lupa G.I.O.C.
- 2003–04: Ferentino
- 2004–05: Cassino
- 2005–06: Morolo
- 2006–07: Lupa Frascati
- 2007–08: Pol. Gaeta
- 2008–09: Virtus Latina
- 2009–10: Zagarolo
- 2010–11: Sora
- 2011–12: San Cesareo
- 2012–13: Monterotondo Lupa
- 2013–14: Lupa Castelli Romani
- 2014–15: Trastevere
- 2015–16: Città di Ciampino
- 2016–17: Cassino
- 2017–18: Città di Anagni
- 2018–19: Pro Calcio Tor Sapienza